# Aleksei Aleksandrovich Surkov
Aleksei Aleksandrovich Surkov (tiếng Nga: Алексе́й Алекса́ндрович Сурко́в, 13 tháng 10 năm 1899 – 14 tháng 6 năm 1983) – nhà thơ Nga Xô Viết, nhà hoạt động chính trị, trung tá quân đội, anh hùng lao động, người hai lần được Giải thưởng Stalin (tức Giải thưởng Nhà nước Liên Xô).

## Tiểu sử
Aleksei Surkov sinh ở làng Serednevo, tỉnh Yaroslavl trong một gia đình nông dân. Từ năm 12 tuổi đã lên thủ đô Saint Petersburg kiếm sống. Năm 1918 tự nguyện gia nhập Hồng quân, tham gia nhiều trận đánh ở các mặt trận khác nhau. Sau khi Nội chiến kết thúc Surkov trở về làng quê làm thư ký tòa soạn báo tỉnh. Năm 1925 được kết nạp vào Đảng cộng sản. Những năm 1924 – 1926 làm công tác Đoàn thanh niên ở tỉnh Rybinsk. Các năm 1926 – 1931 biên tập báo Người đoàn viên Phương Bắc (Северный комсомолец) ở tỉnh Yaroslavl.
Các năm 1931 – 1934 học trường Đại học Khoa học xã hội Mác-xít (Институте красной профессуры - Institute of Red Professors). Từ năm 1934 đến năm 1939 dạy học ở các trường Đại học Xuất bản và Viết văn, làm Phó tổng biên tập tạp chí Học văn (Литературная учеба) do Maxim Gorky lãnh đạo. Các năm 1940, 1941 ông là Tổng biên tập của tạp chí Thế giới mới (Новый мир) nổi tiếng. Thời kỳ Thế chiến II Aleksei Surkov làm phóng viên chiến trường của các tờ báo Sự thật Hồng quân (Красноармейская правда) Ngôi sao đỏ (Красная звезда). Tổng biên tập Báo văn học (Литературная газета) trong các năm 1944 – 1946, tạp chí Ngọn lửa nhỏ (Огонек) trong các năm 1945 – 1953. Từ năm 1962 là Tổng biên tập Từ đển Văn học (Краткая литературная энциклопедия). Nhiều năm là Hiệu trưởng Trường viết văn Gorky.
Aleksei Surkov là Ủy viên Trung ương Đảng cộng sản Liên Xô (1952- 1956), là Ủy viên dự khuyết Bộ Chính trị (1956 – 1966), Đại biểu Quốc hội Nga và Liên Xô trong nhiều nhiệm kỳ, thành viên Hội đồng Hòa bình Thế giới, Phó tổng thư ký, Tổng thư ký Hội Nhà văn Liên Xô. Ông được phong Anh hùng lao động (1969) và được tặng nhiều huân, huy chương các loại của Nhà nước Liên Xô, Liên bang Nga và Bulgari. Aleksei Surkov mất ngày 14 tháng 6 năm 1983 ở Moskva.
Những bài thơ nổi tiếng nhất của Aleksei Surkov là Ngọn lửa trong lò sưởi (Бьется в тесной печурке огонь) và Bài ca bảo vệ Moskva (Марш защитников Москвы). Bài thơ Ngọn lửa trong lò sưởi được nhạc sĩ Konstantin Listov phổ nhạc năm 1942 và trở thành bài hát rất nổi tiếng ngoài mặt trận. Trong bài thơ có câu: Đến cái chết – bốn bước chân, gần lắm/ Còn đến với em – không chút dễ dàng làm cho nhiều người lính từ mặt trận viết thư cho tác giả yêu cầu: "Anh hãy viết cho những người này rằng đến cái chết là bốn nghìn dặm Anh, còn chúng tôi thì xin để yên – vì rằng chúng tôi biết rõ bao nhiêu bước đến cái chết" (Напишите вы для этих людей, что до смерти четыре тысячи английских миль, а нам оставьте так, как есть, — ведь мы-то знаем, сколько шагов до смерти).
Bài thơ này đã được dịch ra tiếng Việt.

## Tác phẩm
- Ровесник (1934)
- Стихи (1931)
- На подступах к песне (1931)
- Наступление (1932)
- Последняя война (1933)
- Родина мужественных (1935)
- Путём песни (1936)
- Солдаты Октября (1938)
- Так мы росли (1938)
- Это было на севере (1940)
- Декабрь под Москвой (1942)
- Большая война (1942)
- Наступление (1943)
- Солдатское сердце (1943)
- Фронтовая тетрадь (1944)
- Россия карающая (1944)
- Сердце мира (1950)
- Дорога к победе (1950)
- Избранные стихи (1950)
- Миру — мир! (1950)
- Восток и Запад (1957)
- Песни о человечестве (1961)
- Что такое счастье? (1969)
- После войны. Стихи 1945—1970 годов (1972)
- Избранные стихи» в 2 томах (Москва, 1974)
- Собрание сочинений в 4 томах (Москва, 1965—1966)

## Một số bài thơ
| Ngọn lửa trong lò sưởi Ngọn lửa trong lò sưởi nhỏ cháy bừng Nhựa trên củi giống như là nước mắt Đàn phong cầm trong căn hầm đang hát Về nụ cười, về ánh mắt của em. Những bụi cây từng thủ thỉ về em Trên những cánh đồng Mátxcơva trắng tuyết Anh rất muốn để cho em nghe được Giọng nói của anh sống động đang buồn. Em bây giờ đang ở rất xa xăm Giữa hai ta tuyết trắng và tuyết trắng. Đến cái chết – bốn bước chân, gần lắm Còn đến với em – không chút dễ dàng. Đàn hãy hát lên bão tuyết coi thường Hãy gọi về niềm hạnh phúc thất lạc. Trong hầm lạnh anh vô cùng ấm áp Bởi tình yêu đang rạo rực trong lòng. Linh cảm mùa xuân Con đường ta là thế - đã rõ ràng Sống trên đời để đi vào trận chiến Nước róc rách, dưới bàn chân đang ngấm Tổ chim én treo lơ lửng trên tường. Những ngọn cây thông giữa trưa ánh vàng Của mặt trời vang – vùng còn nguyên vẹn Mà bởi do rừng cho nên pháo lớn Cứ gầm vang, gầm vang mãi không ngừng. Ai giữa trưa cấm được chúng gầm vang? Chúng biết gì nỗi đau từ mầm mống? Chúng đâu có nghe mùa xuân đang đến Trong mỗi cành hoa ngọn cỏ tưng bừng. Dù phận ta không hợp với bình yên Ta không vì áp bức mà hóa dại. Vì niềm vui, vì nở hoa kết trái Ta làm cho sắt thép phải kêu lên. Dù thời của ta ác liệt, dữ dằn Hãy chịu đựng! Đừng lấy tay nhổ đất. Vì lớp trẻ - từ tiếng kêu sắt thép Ta luyện bài ca trong sáng của tình. Bản dịch của Nguyễn Viết Thắng | Бьется в тесной печурке огонь... Бьется в тесной печурке огонь, На поленьях смола, как слеза, И поет мне в землянке гармонь Про улыбку твою и глаза. Про тебя мне шептали кусты В белоснежных полях под Москвой. Я хочу, чтобы слышала ты, Как тоскует мой голос живой. Ты сейчас далеко-далеко. Между нами снега и снега. До тебя мне дойти нелегко, А до смерти - четыре шага. Пой, гармоника, вьюге назло, Заплутавшее счастье зови. Мне в холодной землянке тепло От моей негасимой любви. Предчувстви весны Видно, уж нам дорога такая - Жить на земле от войны к войне. Плещет речушка, у ног протекая, Ласточки гнезда вьют на стене. В золоте полдня сосен верхушки, Солнца звенящего - край непочат. А из-за леса тяжелые пушки, Не уставая, кричат и кричат. Кто запретит в этот полдень кричать им? Что им до радостной боли зерна? Им ведь не слышно, что вешним зачатьем Каждая травка напряжена. Пусть с тишиной наши судьбы в разладе,- Мы не хотим под ярмом одичать. Ради цветенья и радости ради Мы заставляем железо кричать. Пусть наше время жестоко и дико,- Вытерпи! Землю ногтями не рви. Мы для детей из железного крика Выплавим светлую песню любви. |